# ميسيسيبي ميلس (أونتاريو)
ميسيسيبي ميلس، أونتاريو (بالإنجليزية: Mississippi Mills)‏ هي مدينة كندية تقع في مقاطعة أونتاريو. تبلغ مساحة هذه المدينة 509.0486 (كم²)، ويبلغ عدد سكانها 11734 نسمة حسب إحصاء سنة 2006 م، بينما كان يسكنها 11647 نسمة في سنة 2001 م. تحتل هذه المدينة المرتبة رقم 320 بين مدن كندا حسب عدد السكان والمرتبة رقم 121 في المقاطعة. نما عدد السكان في هذه المدينة بنسبة (0.7) بين العامين المذكورين.

## أعلام
- روبرت تيت ماكنزي
- سيلينا مارتن

## وصلات خارجية
- الأطلس الحكومي لكندا
- إحصاءات كندا مع ساعة تعداد السكان